# Gazprom

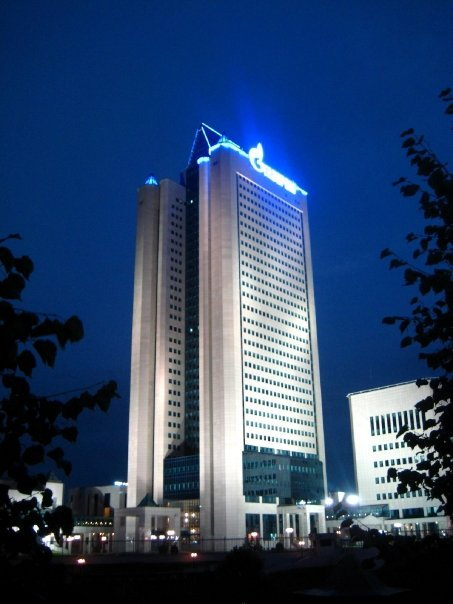
Văn phòng tại Moskva

OJSC Gazprom, (tiếng Nga: Газпром; tên dài: Открытое Aкционерное Oбщество Газпром; đôi khi còn được chuyển tự là Gasprom) là công ty Nga lớn nhất. Gazprom được giao dịch rộng rãi với mã MCX: GAZP LSE:OGZD; tiếng Nga: ОАО Газпром. Gazprom là công ty tinh lọc khí thiên nhiên lớn nhất thế giới. Với doanh số bán ra là 31 tỷ Đô la Mỹ vào năm 2004, nó chiếm khoảng 93% sản lượng khí thiên nhiên của Nga; với lượng dự trữ là 28.800 km³, công ty hiện đang quản lý 16% nguồn khí dự trữ trên thế giới (vào năm 2004, bao gồm mỏ Shtokman.) Sau khi thâu tóm được công ty dầu lửa Sibneft, Gazpro có 119 tỷ thùng (18.900.000.000 m³) lượng dự trữ, chỉ xếp sau Ả Rập Xê Út, với 263 tỷ thùng (41.800.000.000 m³), và Iran, với 133 tỷ thùng (21.100.000.000 m³), là chủ sở hữu lượng dầu hỏa và các loại sản phẩm tương tự từ khí thiên nhiên lớn nhất trên thế giới.
Đến cuối năm 2004 Gazprom là nhà cung cấp khí duy nhất cho ít nhất là các quốc gia Bosna và Hercegovina, Estonia, Phần Lan, Macedonia, Latvia, Litva, Moldova và Slovakia, và cung cấp 97% lượng khí cho Bulgaria, 89% của Hungary, 86% của Ba Lan, gần ba phần tư của Cộng hòa Séc, 67% của Thổ Nhĩ Kỳ, 65% của Áo, khoảng 40% của România, 36% của Đức, 27% của Ý, và 25% của Pháp. Toàn Liên minh châu Âu có 25% lượng khí thiên nhiên lấy từ công ty này.
Ngoài lượng dự trữ khí đốt và mạng lưới ống dẫn dầu dài nhất thế giới (150.000 km), nó cũng quản lý tài sản trong các ngành ngân hàng, bảo hiểm, thông tấn, xây dựng và nông nghiệp. Lúc được đánh giá vốn thị trường vào tháng 12 năm 2007 (345 tỷ đô la Mỹ), Gazprom là tập đoàn lớn thứ ba trên thế giới theo đánh giá này. Chủ tịch Gazprom Dmitry Medvedev hy vọng rằng vốn thị trường của công ty sẽ tăng gấp bốn lần để đạt một ngàn tỷ đô la trước năm 2017, và rằng điều này sẽ biến công ty thành tập đoàn lớn nhất trên thế giới.

## Tranh cãi

### Vụ rò rỉ khí methan
Vào tháng 6 năm 2021, một lượng lớn khí methan tràn qua Nga do việc đóng một phần đường ống dẫn Gazprom PJSC để sửa chữa khẩn cấp. Công ty cho biết việc sửa chữa diễn ra vào ngày 4 tháng 6 đã giải phóng 2,7 triệu mét khối (1.830 tấn) khí methan. Theo Uỷ ban Môi trường Nga, số tiền đó gần tương đương với tác động làm nóng lên toàn cầu trong một thời gian ngắn của hơn 40.000 chiếc ô tô có động cơ đốt trong ở Mỹ đang lái xe trong một năm. Hiệu ứng nhà kính của khí methan được đánh giá là mạnh gấp 86 lần so với khí cacbonic.

### Bị chính phủ Ba Lan tịch thu tài sản
Theo các hãng truyền thông Ba Lan, chính phủ Ba Lan tuyên bố lệnh tịch thu này cần được thực hiện ngay lập tức và thiết lập một cơ quan quản lý bắt buộc đối với thực thể Nga để đảm bảo hoạt động liên tục của EuroPolGaz - liên doanh giữa Gazprom và Công ty khí đốt nhà nước Ba Lan (PGNiG).